# نیکلاس الکساندر جانسون
نیکلاس الکساندر جانسون (انگلیسی: Nick Johnson؛ زادهٔ ۲۲ دسامبر ۱۹۹۲) بازیکن بسکتبال اهل ایالات متحده آمریکا است.
از باشگاه‌هایی که در آن بازی کرده‌است می‌توان به هیوستون راکتس اشاره کرد.